# Hugo-díjas kisregények
A Hugo-díjas és a díjra jelölt kisregények listája.
A Hugo-díj első éveiben a kategóriák többször változtak. A kisregény (novella) kategóriában 1968 óta osztják ki folyamatosan a díjat. Retro Hugo-díjakat 1996-ban, 2001-ben és 2004-ben osztottak, 50 évvel a művek megjelenése után. A World Science Fiction Society meghatározása szerint a kisregény olyan science fiction vagy fantasy írásmű, amelynek hossza 17500 és 40000 szó között van.

## Győztesek és a többi jelölt
| Év   | Győztes | Jelöltek |
| ---- | --- | --- |
| 2014 | "Equoid", írta: Charles Stross                                                                                 | - The Butcher of Khardov, írta: Dan Wells - "The Chaplain's Legacy": The Last Stand of the California Browncoats, írta: Brad R. Torgersen - Six-Gun Snow White, írta: Catherynne M. Valente - "Wakulla Springs", írta: Andy Duncan, Ellen Klages   |
| 2013 | The Emperor’s Soul, írta: Brandon Sanderson                                                                    | - On a Red Station, Drifting, írta: Aliette de Bodard - San Diego 2014: The Last Stand of the California Browncoats, írta: Mira Grant - The Stars Do Not Lie, írta: Jay Lake - After the Fall, Before the Fall, During the Fall, írta: Nancy Kress |
| 2012 | Man Who Bridged the Mist írta: Kij Johnson                                                                     | - Countdown írta: Mira Grant - Ice Owl írta: Carolyn Ives Gilman - Kiss Me Twice írta: Mary Robinette Kowal - The Man Who Ended History: A Documentary írta: Ken Liu - Silently and Very Fast írta: Catherynne M. Valente                          |
| 2011 | Lifecycle of Software Objects írta: Ted Chiang                                                                 | - Lady Who Plucked Red Flowers beneath the Queen’s Window írta: Rachel Swirsky - Flight of McCauley’s Bellerophon írta: Elizabeth Hand Maiden - Sultan of the Clouds írta: Geoffrey A. Landis - Troika írta: Alastair Reynolds                     |
| 2010 | Palimpsest írta: Charles Stross                                                                                | - Act One írta: Nancy Kress - The God Engines írta: John Scalzi - Shambling Towards Hiroshima írta: James Morrow - Vishnu at the Cat Circus írta: Ian McDonald - The Women of Nell Gwynne's írta: Kage Baker                                       |
| 2009 | The Erdmann Nexus írta: Nancy Kress                                                                            | - The Political Prisoner írta: Charles Coleman Finlay - The Tear írta: Ian McDonald - True Names írta: Benjamin Rosenbaum és Cory Doctorow - Truth írta: Robert Reed                                                                               |
| 2008 | All Seated on the Ground írta: Connie Willis                                                                   | - Fountain of Age írta: Nancy Kress - Recovering Apollo 8 írta: Kristine Kathryn Rusch - Stars Seen Through Stone (Kövön átszüremlő csillagok) írta: Lucius Shepard - Memorare írta: Gene Wolfe                                                    |
| 2007 | A Billion Eves (Milliárdnyi Éva) írta: Robert Reed                                                             | - Inclination írta: William Shunn - Julian: A Christmas Story írta: Robert Charles Wilson - Lord Weary's Empire írta: Michael Swanwick - The Walls of the Universe írta: Paul Melko                                                                |
| 2006 | Inside Job írta: Connie Willis                                                                                 | - Burn írta: James Patrick Kelly - Magic for Beginners írta: Kelly Link - The Little Goddess írta: Ian McDonald - Identity Theft írta: Robert J. Sawyer                                                                                            |
| 2005 | The Concrete Jungle írta: Charles Stross                                                                       | - Winterfair Gifts írta: Lois McMaster Bujold - Time Ablaze írta: Michael A. Burstein - Sergeant Chip írta: Bradley Denton - Elector írta: Charles Stross                                                                                          |
| 2004 | The Cookie Monster (Sütiszörny) írta: Vernor Vinge                                                             | - Walk in Silence írta: Catherine Asaro - The Empress of Mars írta: Kage Baker - The Green Leopard Plague (A Zöld Leopárd-pestis) írta: Walter Jon Williams - Just Like the Ones We Used to Know írta: Connie Willis                               |
| 2003 | Coraline (Coraline) írta:Neil Gaiman                                                                           | - Bronte's Egg írta: Richard Chwedyk - A Year in the Linear City írta: Paul Di Filippo - The Political Officer írta: Charles Coleman Finlay - In Spirit írta: Pat Forde - Breathmoss írta: Ian R. MacLeod                                          |
| 2002 | Fast Times at Fairmont High írta: Vernor Vinge                                                                 | - May Be Some Time írta: Brenda W. Clough - The Diamond Pit írta: Jack Dann - The Chief Designer írta: Andy Duncan - Stealing Alabama írta: Allen Steele                                                                                           |
| 2001 | The Ultimate Earth írta: Jack Williamson                                                                       | - A Roll of the Dice írta: Catherine Asaro - Seventy-Two Letters írta: Ted Chiang - Oracle írta: Greg Egan - The Retrieval Artist írta: Kristine Kathryn Rusch - Radiant Green Star írta: Lucius Shepard                                           |
| 2000 | The Winds of Marble Arch írta: Connie Willis                                                                   | - Son Observe the Time írta: Kage Baker - The Astronaut from Wyoming írta: Adam-Troy Castro és Jerry Oltion - Hunting the Snark írta: Mike Resnick - Forty, Counting Down írta: Harry Turtledove                                                   |
| 1999 | Oceanic (Óceánmély) írta: Greg Egan                                                                            | - Aurora in Four Voices írta: Catherine Asaro - Get Me to the Church on Time írta: Terry Bisson - Story of Your Life írta: Ted Chiang - The Summer Isles írta: Ian R. MacLeod                                                                      |
| 1998 | …Where Angels Fear to Tread írta: Allen Steele                                                                 | - The Funeral March of the Marionettes írta: Adam-Troy Castro - Ecopoiesis írta: Geoffrey A. Landis - Loose Ends írta: Paul Levinson - Marrow írta: Robert Reed                                                                                    |
| 1997 | Blood of the Dragon írta: George R. R. Martin                                                                  | - Immersion írta: Gregory Benford - Time Travelers Never Die írta: Jack McDevitt - The Cost to Be Wise írta: Maureen F. McHugh - Abandon in Place írta: Jerry Oltion - Gas Fish írta: Mary Rosenblum                                               |
| 1996 | The Death of Captain Future írta: Allen Steele                                                                 | - Fault Lines írta: Nancy Kress - A Man of the People (Hain) írta: Ursula K. Le Guin - A Woman's Liberation írta: Ursula K. Le Guin - Bibi írta: Mike Resnick és Susan M. Schwartz                                                                 |
| 1995 | Seven Views of Olduvai Gorge írta: Mike Resnick                                                                | - Cri de Cœur írta: Michael Bishop - Melodies of the Heart írta: Michael F. Flynn - Forgiveness Day írta: Ursula K. Le Guin - Les Fleurs du Mal írta: Brian Stableford                                                                             |
| 1994 | Down in the Bottomlands írta: Harry Turtledove                                                                 | - The Night We Buried Road Dog írta: Jack Cady - Mefisto In Onyx írta: Harlan Ellison - An American Childhood írta: Pat Murphy - Into the Miranda Rift írta: G. David Nordley - Wall, Stone, Craft írta: Walter Jon Williams                       |
| 1993 | Barnacle Bill the Spacer írta: Lucius Shepard                                                                  | - Uh-Oh City írta: Jonathan Carroll - The Territory írta: Bradley Denton - Protection írta: Maureen F. McHugh - Stopping at Slowyear írta: Frederik Pohl                                                                                           |
| 1992 | Beggars in Spain írta: Nancy Kress                                                                             | - And Wild for to Hold írta: Nancy Kress - The Gallery of His Dreams írta: Kristine Kathryn Rusch - Griffin's Egg írta: Michael Swanwick - Jack írta: Connie Willis                                                                                |
| 1991 | The Hemingway Hoax írta: Joe Haldeman                                                                          | - Fool to Believe (Beépített ember) írta: Pat Cadigan - Bones írta: Pat Murphy - Bully! írta: Mike Resnick - A Short, Sharp Shock írta: Kim Stanley Robinson                                                                                       |
| 1990 | The Mountains of Mourning írta: Lois McMaster Bujold                                                           | - A Touch of Lavender írta: Megan Lindholm - Tiny Tango írta: Judith Moffett - The Father of Stones írta: Lucius Shepard - Time-Out írta: Connie Willis                                                                                            |
| 1989 | The Last of the Winnebagos írta: Connie Willis                                                                 | - The Calvin Coolidge Home for Dead Comedians írta: Bradley Denton - The Scalehunter's Beautiful Daughter írta: Lucius Shepard - Journals of the Plague Years írta: Norman Spinrad - Surfacing írta: Walter Jon Williams                           |
| 1988 | Eye for Eye (Szemet szemért) írta: Orson Scott Card                                                            | - The Forest of Time írta: Michael F. Flynn - The Blind Geometer írta: Kim Stanley Robinson - Mother Goddess of the World írta: Kim Stanley Robinson - The Secret Sharer írta: Robert Silverberg                                                   |
| 1987 | Gilgamesh in the Outback (Gilgames az elhagyott vidéken) írta: Robert Silverberg                               | - Eifelheim írta: Michael F. Flynn - Escape from Kathmandu írta: Kim Stanley Robinson - R&R írta: Lucius Shepard - Spice Pogrom írta: Connie Willis                                                                                                |
| 1986 | 24 Views of Mt. Fuji, by Hokusai (A Fudzsi 24 látképe) írta: Roger Zelazny                                     | - The Scapegoat (A bűnbak) írta: C. J. Cherryh - Green Mars (A zöld Mars) írta: Kim Stanley Robinson - Sailing to Byzantium írta: Robert Silverberg - The Only Neat Thing to Do írta: James Tiptree, Jr.                                           |
| 1985 | Press Enter ■ írta: John Varley                                                                                | - Cyclops (Küklópsz, A jövő hírnöke második része) írta: David Brin - Valentina írta: Joseph H. Delaney és Marc Steigler - Summer Solstice írta: Charles L. Harness - Elemental írta: Geoffrey A. Landis                                           |
| 1984 | Cascade Point írta: Timothy Zahn                                                                               | - Hardfought írta: Greg Bear - In the Face of My Enemy írta: Joseph H. Delaney - Seeking írta: David R. Palmer - Hurricane Claude írta: Hilbert Schenck                                                                                            |
| 1983 | Souls írta: Joanna Russ                                                                                        | - The Postman (Cascade-hegység, A jövő hírnöke első része) írta: David Brin - Brainchild írta: Joseph H. Delaney - Another Orphan írta: John Kessel - Unsound Variations írta: George R. R. Martin - To Leave a Mark írta: Kim Stanley Robinson    |
| 1982 | The Saturn Game írta: Poul Anderson                                                                            | - In the Western Tradition írta: Phyllis Eisenstein - Emergence írta: David R. Palmer - Blue Champagne írta: John Varley - True Names írta: Vernor Vinge - With Thimbles, With Forks and Hope írta: Kate Wilhelm                                   |
| 1981 | Lost Dorsai írta: Gordon R. Dickson                                                                            | - The Brave Little Toaster írta: Thomas M. Disch - All the Lies that Are My Life írta: Harlan Ellison - Nightflyers írta: George R. R. Martin - One-Wing írta: George R. R. Martin és Lisa Tuttle                                                  |
| 1980 | Enemy Mine (Kedves ellenségem) írta: Barry B. Longyear                                                         | - Songhouse írta: Orson Scott Card - The Moon Goddess and the Son írta: Donald Kingsbury - Ker-Plop írta: Ted Reynolds - The Battle of the Abaco Reefs írta: Hilbert Schenck                                                                       |
| 1979 | The Persistence of Vision írta: John Varley                                                                    | - Enemies of the System (A rendszer ellenségei) írta: Brian W. Aldiss - The Watched írta: Christopher Priest - Fireship írta: Joan D. Vinge - Seven American Nights írta: Gene Wolfe                                                               |
| 1978 | Stardance (Csillagtánc) írta: Spider Robinson és Jeanne Robinson                                               | - A Snark in the Night írta: Gregory Benford - The Wonderful Secret írta: Keith Laumer - Aztecs írta: Vonda N. McIntyre - In the Hall of the Martian Kings írta: John Varley                                                                       |
| 1977 | (megosztva) - By Any Other Name írta: Spider Robinson - Houston, Houston, Do You Read írta: James Tiptree, Jr. | - The Samurai and the Willows írta: Michael Bishop - Piper at the Gates of Dawn írta: Richard Cowper |
| 1976 | Home Is the Hangman írta: Roger Zelazny                                                                        | - The Silent Eyes of Time írta: Algis Budrys - The Custodians (Ki őrzi az őrzőket?) írta: Richard Cowper - The Storms of Windhaven írta: George R. R. Martin és Lisa Tuttle - ARM (KAR) írta: Larry Niven                                          |
| 1975 | A Song for Lya írta: George R. R. Martin                                                                       | - Strangers írta: Gardner Dozois - Born with the Dead írta: Robert Silverberg - Riding the Torch írta: Norman Spinrad - Assault on a City írta: Jack Vance                                                                                         |
| 1974 | The Girl Who Was Plugged In írta: James Tiptree, Jr.                                                           | - Death and Designation Among the Asadi írta: Michael Bishop - The White Otters of Childhood írta: Michael Bishop - Chains of the Sea írta: Gardner Dozois - The Island of Doctor Death (Doktor Halál szigete) írta: Gene Wolfe                    |
| 1973 | The Word for World is Forest írta: Ursula K. Le Guin                                                           | - Hero írta: Joe Haldeman - The Gold at the Starbow's End írta: Frederik Pohl - The Mercenary írta: Jerry Pournelle - The Fifth Head of Cerberus írta: Gene Wolfe                                                                                  |
| 1972 | The Queen of Air and Darkness (A levegő és a sötétség királynője) írta: Poul Anderson                          | - Dread Empire írta: John Brunner - A Meeting with Medusa (Találkozás a medúzával) írta: Arthur C. Clarke - A Special Kind of Morning írta: Gardner Dozois - The Fourth Profession írta: Larry Niven                                               |
| 1971 | Ill Met in Lankhmar (Találkozás Lankhmarban) írta: Fritz Leiber                                                | - The Region Between (A köztes régió) írta: Harlan Ellison - Beastchild írta: Dean Koontz - The World Outside írta: Robert Silverberg - The Thing in the Stone írta: Clifford D. Simak                                                             |
| 1970 | Ship of Shadows írta: Fritz Leiber                                                                             | - We All Die Naked (A Hatodik Pecsét) írta: James Blish - A Boy and His Dog (A fiú és a kutya) írta: Harlan Ellison - Dramatic Mission írta: Anne McCaffrey - To Jorslem (A Jorslembe vezető út) írta: Robert Silverberg                           |
| 1969 | Nightwings (Éjszárnyak) írta: Robert Silverberg                                                                | - Lines of Power írta: Samuel R. Delany - Dragonrider írta: Anne McCaffrey - Hawk Among the Sparrows írta: Dean McLaughlin |
| 1968 | (megosztva) - Riders of the Purple Wage írta: Philip José Farmer - Weyr Search írta: Anne McCaffrey            | - The Star Pit írta: Samuel R. Delany - Hawksbill Station írta: Robert Silverberg - Damnation Alley írta: Roger Zelazny |

### A Retro Hugo-díj
| Év                      | Győztes                                                                            | Többi jelölt |
| ----------------------- | ---------------------------------------------------------------------------------- | --- |
| 1954 (díjazás 2004-ben) | A Case of Conscience írta: James Blish                                             | - Un-Man írta: Poul Anderson - The Rose írta: Charles L. Harness - Three Hearts and Three Lions (Oroszlánszív) írta: Poul Anderson - …And My Fear is Great… írta: Theodore Sturgeon |
| 1951 (díjazás 2001-ben) | The Man Who Sold the Moon (Az ember, aki eladta a Holdat) írta: Robert A. Heinlein | - …And Now You Don't (Az Alapítvány keresi a Második Alapítványt, a Második Alapítvány fejezete) írta: Isaac Asimov - To the Stars írta: L. Ron Hubbard - Last Enemy írta: H. Beam Piper - The Dreaming Jewels írta: Theodore Sturgeon |
| 1946 (díjazás 1996-ban) | Animal Farm (Állatfarm) írta: George Orwell                                        | - Dead Hand (A generális, az Alapítvány és Birodalom első része) írta: Isaac Asimov - Giant Killer írta: A. Bertram Chandler - I Remember Lemuria írta: Richard S. Shaver |
| 1945 (díjazás 2020-ban) | "Killdozer!" írta: Theodore Sturgeon                                               | - "The Changeling" ] írta: A. E. van Vogt - "A God Named Kroo" írta: Henry Kuttner - "Intruders from the Stars" írta: Ross Rocklynne - "The Jewel of Bas" írta: Leigh Brackett - "Trog" írta: Murray Leinster |
| 1944 (díjazás 2019-ben) | Le Petit Prince (A kis herceg) írta: Antoine de Saint-Exupéry                      | - "Attitude" írta: Hal Clement - "Clash by Night" írta: Henry Kuttner (Lawrence O'Donnell néven), [[C. L. Moore] (Lawrence O'Donnell néven) - "The Dream-Quest of Unknown Kadath" írta: H. P. Lovecraft - The Magic Bed-Knob; or, How to Become a Witch in Ten Easy Lessons írta: Mary Norton - "We Print the Truth" írta: Anthony Boucher |
| 1943 (díjazás 2018-ban) | "Waldo" írta: Robert A. Heinlein (Anson MacDonald néven)                           | - "Asylum" írta: A. E. van Vogt - "The Compleat Werewolf" írta: Anthony Boucher - "Hell is Forever" írta: Alfred Bester - "Nerves" írta: Lester del Rey - "The Unpleasant Profession of Jonathan Hoag" írta: Robert A. Heinlein (John Riverside néven)                                                                                     |

## lásd még
- Nebula-díjas kisregények

## Külső hivatkozások
- http://thehugoawards.org/